# Joachim Walltin
Joachim Walltin (Trondheim, 25 giugno 1974) è un ex calciatore norvegese, di ruolo centrocampista.

## Carriera

### Club
Walltin iniziò la carriera con la maglia del Kolstad. Passò poi allo Strindheim e, successivamente, al Vålerenga. Passò poi al Brann, per cui debuttò il 16 aprile 2001, quando fu titolare nella vittoria per 1-0 sul Moss. Il 24 maggio segnò la prima rete per la sua squadra, nella vittoria per 8-1 sullo Stabæk. In seguito alla partenza di Svante Samuelsson, fu nominato capitano del Brann.
Passò poi al Moss, in 1. divisjon. Esordì in squadra il 12 aprile 2004, nel pareggio a reti inviolate contro il Raufoss. Nel corso dell'anno successivo, fu acquistato dal Tromsø. Il calciatore tornò così nella Tippeligaen e giocò il primo incontro il 31 luglio 2005, nella sconfitta per 3-2 sul campo dello HamKam. Si ritirò al termine del campionato 2007.

### Nazionale
Walltin giocò una partita per la Norvegia under 21. Il match fu datato 4 agosto 1994, nella vittoria in amichevole per 2-1 contro l'Egitto under 21.